# Paracetopsis bleekeri
Paracetopsis bleekeri är en fiskart som beskrevs av Pieter Bleeker 1862. Paracetopsis bleekeri ingår i släktet Paracetopsis och familjen Cetopsidae. Inga underarter finns listade i Catalogue of Life.